# Quentin Fiore
Quentin Fiore (Nova York, 12 de febrer de 1920 - 13 d'abril del 2019) va ser un dissenyador gràfic que va intervenir en molts llibres.
Nascut al Bronx i criat a Brooklyn, va tenir com a professors artistes tan importants com George Grosz i Hans Hofmann, i va estudiar a la New Bauhaus, a Chicago.
Quentin Fiore és notable pels seus dissenys de la dècada dels seixanta, on barrejava textos i imatges. Són d'especial interès les seves col·laboracions amb el professor Marshall McLuhan com ara a The Medium is the massage (1967). El 1968 aquesta obra es va produir en un LP (Columbia), que es va remasteritzar el 1999 en un CD.

## Treballs més importants
- The Medium is the massage: an inventory of effects, amb Marshall McLuhan.
- Impressions of Lenin, de Angelica Balabanoff
- War and Peace in the Global Village, amb Marshall McLuhan
- I Seem to Be a Verb, amb Buckminster Fuller.
- The Making of Kubrick's 2001
- DO IT! Scenarios of the Revolutions, de Jerry Rubin.